# Tibiaster
Genre
Tibiaster est un genre d'araignées aranéomorphes de la famille des Linyphiidae.

## Distribution
Les espèces de ce genre sont endémiques du Kazakhstan.

## Liste des espèces
Selon World Spider Catalog (version 16.5, 4/12/2015) :
- Tibiaster djanybekensis Tanasevitch, 1987
- Tibiaster wunderlichi Eskov, 1995

## Publication originale
- Tanasevitch, 1987 : A new genus of the subfamily Erigoninae (Aranei, Linyphiidae) from West Kazakhstan. Nauchnye Doklady Vysshei Shkoly Biologicheskie Nauki, vol. 1987, no 11, p. 72-75.